# Srbi Bosne i Hercegovine
Srbi su jedan od tri konstitutivna naroda u Bosni i Hercegovini. 
Po posljednjem službenom popisu iz 1991, činili su 31,21% ukupnog stanovništva. U međuvremenu je izbio rat u BiH, pa je došlo do velikih demografskih promjena, a danas su naseljeni uglavnom u Republici Srpskoj. Po vjeroispovijesti su mahom pravoslavni kršćani, a govore srpskim jezikom (i)jekavskog izgovora. Služe se ćirilićnim i latiničnim pismom.

## Poznati Srbi Bosne i Hercegovine
- Makarije Sokolović
- Sveti Vasilije Ostroški
- Sava Vladislavić Raguzinski
- Filip Višnjić
- Sima Milutinović
- Petar Popović Pecija
- Mićo Ljubibratić
- Dimitrije Mitrinović
- Aleksa Šantić
- Mehmed-paša Sokolović
- Jovan Dučić
- Petar Kočić
- Vladimir Ćorović
- Gavrilo Princip
- Sreten Stojanović
- Branko Ćopić
- Emir Kusturica
- Goran Bregović
- Vladimir Radmanović
- Zdravko Čolić
- Neven Subotić
- Ratko Mladić
- Radovan Karadžić
- Savo Milošević
- Sergej Trifunović
- Ljupko Petrović
- Milorad Dodik